# Рубин (женский футбольный клуб)
«Руби́н» — российский женский футбольный клуб из города Казань, аффилиат футбольного клуба «Рубин».

## История

### Сезон 2021
19 января 2021 года на официальном сайте «Рубина» была опубликована информация о том, что в системе футбольного клуба «Рубин» появилась женская команда (В 1992 году у «Рубина», носившего в то время название «Рубин-ТАН», была женская футбольная команда «Гамма-ТАН»).
18 февраля появилась информация о 17 футболистках, с которыми клуб подписал контракт.
1 марта 2021 года команда провела свой первый (товарищеский) матч с красноярским клубом «Енисей» и уступила со счётом 0:3. Первый стартовый состав «Рубина»: Арина Жукова, Ксения Кулинич, Яна Шолгина, Марина Андреева, Анеля Кадикова, Татьяна Долматова , Алина Зайнутдинова, Ксения Бондарева, Юлия Люкина, Софья Неверова, Зайнаб Ибрагимова.
14 марта «Рубин» провёл первый официальный матч в Суперлиге. Команда в гостях встречалась с «Чертаново» и уступила со счётом 0:2. Состав команды: Ольга Несветаева, Марина Андреева, Анастасия Диюн, Ксения Кулинич, Нигяр Мирзалиева, Нурия  Нуриманова ( 56' Софья Неверова), Ксения Бондарева, Зайнаб Ибрагимова ( 75' Лиана Котельникова), Юлия Люкина ( 75' Снежана Степанова), Яна Шолгина, Татьяна Долматова .
В начале сезона 2021 «Рубин» проигрывал все матчи. Первый гол команды был забит в Суперлиге с пенальти 24 апреля в матче с «Краснодаром». 18 июня в 1/8 финала Кубка России 2021 «Рубин» сенсационно выиграл у ЦСКА по пенальти 7:6 после нулевой ничьи в основное время. Первая победа команды в матче Суперлиги была со счётом 3:0 над «Краснодаром» 4 июля. Сразу после этой победы было объявлено об уходе главного тренера Ольги Васильевой, которую сменил Ренат Мифтахов. 15 июля было объявлено, что к команде присоединяются сразу три футболистки сборной Азербайджана: Айсун Алиева, Вусала Сайфеддинова и Айшан Ахмедова. 24 июля в команде дебютировала Кристина Хайрулина. 26 июля команду покинула Татьяна Долматова. 16 октября состоялась вторая победа «Рубина» в Суперлиге над командой «Чертаново» со счётом 1:0. 4 ноября, вернувшись в Турцию, команду покинула Айшан Ахмедова.
После завершения сезона 2021 в команду перешли:
- Ксения Алпатова из «Рязани-ВДВ»[15]
- Валерия Хохлова из «Ростова»[16]
- Наталья Соколова из «Краснодара»[16],
- Таисия Нестеренко из «Звезды-2005»[17]
- Анастасия Карандашова из «ЦСКА»[18].
- Татьяна Степанова из «Зенита»[19].
- Кристина Черкасова из «Локомотива» (аренда)[20].
- Анастасия Фетисова из «Зенита» (аренда)[21].
- Арина Цыплова из «Волги» (Ульяновск)[22].
- Александра Куркина из «ЦСКА-М»[23].
- Швендески Жозеф (Кики) из «ОрёлГУ-КПРФ» (мини-футбол)[24].

а также Александра Косорукова и Полина Долматова.
При этом команду покинули Ксения Гаранина, Алина Габайдуллина, Анеля Кадикова, Марина Андреева, Нурия Нуриманова, Зайнаб Ибрагимова, Лиана Котельникова, Кристина Хайрулина, Юлия Люкина, Камилла Мамедова, Айсун Алиева, Снежана Степанова, Вусала Сайфеддинова, Полина Шатилова.

### Сезон 2022
В сезоне 2022 Рубин смог улучшить своё турнирное положение благодаря голам Кики Швендески Маселюс Жозеф. 25 марта состоялась первая ничья клуба в рамках Суперлиги с командой Рязань-ВДВ 1:1. 27 апреля состоялась вторая победа над Чертаново со счётом 3:0, впервые позволившая клубу подняться на 8-е место в таблице. 15 мая состоялась вторая ничья клуба — 1:1 с действующим чемпионом — Локомотивом. 21 мая состоялась вторая победа в сезоне над Рязанью-ВДВ со счётом 1:0, что позволило Рубину подняться на 7-ю строчку в турнирной таблице. 28 мая в Санкт-Петербурге Рубин также сыграл вничью 1:1 с лидером чемпионата Зенитом, после чего закрепился на 7-й строчке ничьей с Енисеем 0:0, выигрышем у Краснодара 2:0 и ничьей с Ростовом 0:0.
В Кубке России 2022 Рубин должен был играть с командой Урал-УРФА, но из-за технических неполадок самолёта команда не смогла вылететь в Екатеринбург, в результате Рубину присудили техническое поражение 3:0.
После выигрыша 2:1 у Звезды-2005 23 июля, Рубин впервые смог подняться на 5-ю строчку в турнирной таблице и продлить беспроигрышную серию до 8-ми матчей подряд, эта серия прервалась поражением от Чертаново 1:0, 30 июля. 5 августа из Рубина в Зенит перешёл лучший бомбардир клуба - Кики. После этого Рубин не выиграл ни одного из 3-х оставшихся матчей Предварительного этапа Чемпионата и занял на нем 6-е место, набрав вместе с Чертаново по 18 очков и опередив их в таблице только по дополнительным показателям. В итоге в Заключительном этапе Рубин смог занять только 9-е место, поделив очки с Краснодаром, который оказался выше по дополнительным показателям.
После завершения сезона 2022 в команду перешли Татьяна Дронова из «Зенита», Вероника Анисина из «Новосибирска», Олеся Долгих из «Ростова», Влада Докина из «Дончанки», Светлана Карагёзян из «Чертаново». 
При этом команду покинули Ксения Алпатова , Нигяр Мирзалиева , Анастасия Карандашова, Анастасия Диюн, Анастасия Фетисова, Яна Литвиненко, Алина Зайнутдинова, Татьяна Степанова, Софья Неверова, Арина Жукова.

### Сезон 2023
10 марта 2023 года было объявлено, что Ренат Мифтахов покидает пост главного тренера и тренерский штаб женской команды возглавил Дмитрий Нечаев.
В сезоне 2023 на предварительном этапе Рубину не удалось повторить своих результатов предварительного этапа предыдущего сезона. 3 сентября 2023 года в матче 19 тура против Локомотива Рубин выставил в стартовом составе минимально возможные 7 игроков с полевым игроком в воротах из-за кадрового дефицита игроков. Итог сезона 2023 оказался менее удачным, чем предыдущий - клуб добился только трёх побед и занял предпоследнее 11-е место. 
В межсезонье клуб покинули: Вероника Анисина, Кристина Черкасова, Валерия Хохлова, Мария Прошина, Наталья Нурмиева, Альбина Фомченко. Пришли: белорусские футболистки Елизавета Севко (на правах аренды), Алиса Мацкевич, Яна Бенкевич и Алина Щербо, украинская футболистка Алина Скидан, армянская футболистка Оксана Пизлова, Нурия Ульянина (Нуриманова), игравшая в «Рубине» сезоне 2021, Глафира Жукова (на правах аренды из «Локомотива»), Ирина Воробей из «Чертаново».

### Сезон 2024
4 марта 2024 года было объявлено, что тренером женской команды стал Марс Сахабутдинов. В течение сезона клуб покинули Ксения Бондарева и Елизавета Ерёмина. По итогу сезона 2024 клуб второй раз в истории занял последнее место, одержав всего две победы за сезон. При этом, пришедшая в аренду из «Локомотива», Глафира Жукова оказалась в списках лидеров среди бомбардиров Чемпионата с 9-ю забитыми мячами и за один сезон обошла ушедшую из клуба Кики по общему количеству забитых за «Рубин» мячей, а также заняла второе место среди лучших молодых игроков Суперлиги 2024.
В межсезонье клуб покинули: Светлана Карагёзян, Влада Докина, Александра Косорукова, Полина Долматова, Алина Скидан, Оксана Пизлова, Глафира Жукова, Алиса Мацкевич
Пришли: Ксения Алпатова, Алина Зайнутдинова (игравшие за «Рубин» в 2021-2022 гг.), Алина Дорофеева, Диана Мамедова, Анастасия Морозова, Ангелина Цирульникова, Анастасия Абраменко из «Енисея», Анастасия Кислицина и Мария Барвинок из «Краснодара», Каролина Житко из белорусского клуба «Днепр-Могилёв». 

### Сезон 2025
Помимо множества игроков ЖФК «Енисей», в «Рубин» в начале 2025 года оттуда пришёл новый главный тренер — Евгений Портнов. После начала сезона в команду пришли Алиса Савина (на правах аренды) и Виктория Шкода из «Локомотива».

## Достижения

### Титульные
- Чемпионат России
  - 9-е место: 2022
- Кубок России
  - 1/4 финала: 2021

### Матчевые
Самые крупные победы
- 3:0 — самая крупная победа клуба в Чемпионате (в матче «Краснодар»—«Рубин», 4 июля 2021 и в матче «Рубин»—«Чертаново», 27 апреля 2022)
- 6:0 — самая крупная победа клуба в Кубке (в матче «Уфа»—«Рубин», 17 июня 2023)

Самые крупные поражения
- 0:9 — самое крупное поражение клуба в Чемпионате (в матче «Локомотив»—«Рубин», 23 июня 2021)
- 1:5 — самое крупное поражение клуба в Кубке (в матче «Рубин» — «Спартак», 6 июля 2025)

Беспроигрышные серии
- в чемпионатах России (2022): началась в матче «Рубин»—«Чертаново» (счёт 3:0, 27.04.2022) и завершилась в матче «Рубин»—«Звезда-2005» (счёт 2:1, 23.07.2022) и составляет 8 матчей (4 победы и 4 ничьи)

### Личные
- 1 гол забит «Рубином» в высшем дивизионе Татьяной Долматовой в матче «Рубин»—«Краснодар» 1:3 (24 апреля 2021)
- наибольшее количество игр за клуб — Яна Шолгина (93 матча в чемпионате + 6 матчей в кубке — на момент окончания сезона 2024)
- лучший бомбардир команды — Глафира Жукова (9 мячей в чемпионате — на момент окончания сезона 2024)
- лучший гол 26 тура, 3 круга и всей Суперлиги 2021 по опросу сообществ VK и Instagram — Ксения Бондарева в матче «Рубин»—«Енисей» 1:2 (13 ноября 2021)[71][72][73]
- наибольшее количество автоголов — Ксения Кулинич, Яна Шолгина и Полина Долматова (по 2 автогола в чемпионате — на момент окончания сезона 2024)

## Основная команда
Игроки
| 1  | Флаг России   | Вр  | Есения Еремеева       | 2006 |  |  |  |  |
| 38 | Флаг России   | Вр  | Ангелина Цирульникова | 1998 |  |  |  |  |
| 63 | Флаг Беларуси | Вр  | Елизавета Севко       | 2001 |  |  |  |  |
|    |               |     |                       |      |  |  |  |  |
| 2  | /             | Защ | Диана Мамедова        | 1998 |  |  |  |  |
| 11 | /             | Защ | Алина Дорофеева       | 1998 |  |  |  |  |
| 12 | Флаг России   | Защ | Нурия Ульянина        | 2001 |  |  |  |  |
| 44 | Флаг России   | Защ | Кристина Агеева       | 2003 |  |  |  |  |
| 47 | Флаг России   | Защ | Яна Шолгина           | 2003 |  |  |  |  |
| 55 | Флаг России   | Защ | Алиса Савина          | 2003 |  |  |  |  |
| 75 | Флаг России   | Защ | Наиля Насибуллова     | 2004 |  |  |  |  |
| 99 | Флаг России   | Защ | Яна Сазонова          | 2007 |  |  |  |  |
|    |               |     |                       |      |  |  |  |  |
| 7  | Флаг России   | ПЗ  | Анастасия Абраменко   | 2000 |  |  |  |  |

| 8  | Флаг России   | ПЗ  | Лия Овечкина        | 2006 |  |  |  |  |
| 10 | Флаг России   | ПЗ  | Мария Барвинок      | 2005 |  |  |  |  |
| 15 | Флаг России   | ПЗ  | Анастасия Морозова  | 2000 |  |  |  |  |
| 17 | Флаг России   | ПЗ  | Алина Зайнутдинова  | 1997 |  |  |  |  |
| 23 | Флаг России   | ПЗ  | Анастасия Кислицина | 2003 |  |  |  |  |
| 24 | Флаг России   | ПЗ  | Ксения Алпатова     | 1999 |  |  |  |  |
| 76 | Флаг России   | ПЗ  | Елизавета Становова | 2004 |  |  |  |  |
| 77 | Флаг России   | ПЗ  | Виктория Шкода      | 1999 |  |  |  |  |
| 80 | Флаг России   | ПЗ  | Ксения Скотникова   | 2006 |  |  |  |  |
|    |               |     |                     |      |  |  |  |  |
| 9  | Флаг Беларуси | Нап | Каролина Житко      | 1999 |  |  |  |  |
| 22 | Флаг России   | Нап | Олеся Долгих        | 1997 |  |  |  |  |
| 79 | Флаг России   | Нап | Диана Хакимова      | 2006 |  |  |  |  |

Тренерский штаб
| Имя                | Должность       |
| ------------------ | --------------- |
| Евгений Портнов    | Главный тренер  |
| Рудольф Габидуллин | тренер          |
| Леонид Патрин      | тренер вратарей |

## Главные тренеры
- Ольга Васильева (19 января 2021 — 8 июля 2021)
- Ренат Мифтахов (8 июля 2021 — 10 марта 2023)
- Дмитрий Нечаев (10 марта 2023 — 4 марта 2024)
- Марс Сахабутдинов (4 марта 2024 — 7 февраля 2025)
- Евгений Портнов (с 7 февраля 2025)

## Статистика выступлений
без учёта мячей забитых в сериях послематчевых пенальти
с учётом технических результатов

| Сезон             | Чемпионат России  | Чемпионат России                 | Чемпионат России  | Чемпионат России | Чемпионат России | Чемпионат России | Чемпионат России | Чемпионат России | Чемпионат России | Чемпионат России | Чемпионат России | Кубок    | Главный тренер                  | Источники            |
| Сезон             | Лига              | Этап                             | Место             | И                | В                | Н                | П                | МЗ               | МП               | РМ               | О                | Кубок    | Главный тренер                  | Источники            |
| ----------------- | ----------------- | -------------------------------- | ----------------- | ---------------- | ---------------- | ---------------- | ---------------- | ---------------- | ---------------- | ---------------- | ---------------- | -------- | ------------------------------- | -------------------- |
| 2021              | Суперлига         | —                                | 10 из 10          | 27               | 2                | 0                | 25               | 8                | 76               | -68              | 6                | ¼ финала | Ольга Васильева/ Ренат Мифтахов | [ 74 ] [ 75 ] [ 76 ] |
| 2022              | Суперлига         | Предварительный этап             | 6 из 10           | 18               | 4                | 6                | 8                | 12               | 28               | -16              | 18               | 3ОТ      | Ренат Мифтахов                  | [ 77 ] [ 78 ] [ 79 ] |
| 2022              | Суперлига         | Заключительный этап (5-10 места) | 9 из 10           | 5                | 1                | 3                | 1                | 5                | 5                | 0                | 6                | 3ОТ      | Ренат Мифтахов                  | [ 77 ] [ 78 ] [ 79 ] |
| 2022              | Суперлига         | Суперлига 2022 (Итог)            | 9 из 10           | 23               | 5                | 9                | 9                | 17               | 33               | -16              | 15               | 3ОТ      | Ренат Мифтахов                  | [ 77 ] [ 78 ] [ 79 ] |
| 2023              | Суперлига         | Предварительный этап             | 11 из 12          | 22               | 2                | 4                | 16               | 13               | 50               | -37              | 10               | ⅛ финала | Дмитрий Нечаев                  | [ 80 ] [ 81 ] [ 82 ] |
| 2023              | Суперлига         | Заключительный этап (7-12 места) | 11 из 12          | 5                | 1                | 1                | 3                | 4                | 9                | -5               | 4                | ⅛ финала | Дмитрий Нечаев                  | [ 80 ] [ 81 ] [ 82 ] |
| 2023              | Суперлига         | Суперлига 2023 (Итог)            | 11 из 12          | 27               | 3                | 5                | 19               | 17               | 59               | -42              | 9                | ⅛ финала | Дмитрий Нечаев                  | [ 80 ] [ 81 ] [ 82 ] |
| 2024              | Суперлига         | —                                | 13 из 13          | 24               | 2                | 2                | 20               | 18               | 65               | -47              | 8                | ⅛ финала | Марс Сахабутдинов               | [ 83 ] [ 84 ] [ 85 ] |
| Итого за 4 сезона | Итого за 4 сезона | Итого за 4 сезона                | Итого за 4 сезона | 101              | 12               | 16               | 73               | 60               | 233              | -173             |                  |          |                                 |                      |

1. 1 2  в сезонах 2022—2023 итоговое количество очков определялось по сумме 50% очков, набранных в матчах Предварительного этапа и 100% очков, набранных в матчах Заключительного этапа. В случае, если при делении очков получалось не целое число, очки округлялись до целого числа в меньшую сторону

### Кубок России
без учёта мячей забитых в сериях послематчевых пенальти
без учёта технических результатов

| Сезон              | Кубок России | Кубок России | Кубок России | Кубок России | Кубок России | Кубок России | Кубок России | Кубок России |
| Сезон              | И            | В            | Н            | П            | МЗ           | МП           | РМ           | Итог         |
| ------------------ | ------------ | ------------ | ------------ | ------------ | ------------ | ------------ | ------------ | ------------ |
| 2021               | 2            | 0            | 1            | 1            | 0            | 3            | -3           | ¼ финала     |
| 2022               | —            | —            | —            | —            | —            | —            | —            | 3ОТ          |
| 2023               | 2            | 1            | 0            | 1            | 6            | 3            | +3           | ⅛ финала     |
| 2024               | 2            | 1            | 0            | 1            | 2            | 2            | 0            | ⅛ финала     |
| 2025               | 1            | 0            | 0            | 1            | 1            | 5            | -4           | ⅛ финала     |
| Итого за 5 сезонов | 7            | 2            | 1            | 4            | 9            | 13           | -4           |              |

1. ↑  в Кубке России 2022 «Рубин» должен был играть с командой «Урал-УРФА», но из-за технических неполадок самолёта команда не смогла вылететь в Екатеринбург, в результате Рубину присудили техническое поражение 3:0[86]

## Молодёжная команда
Молодёжная команда женского футбольного клуба «Рубин», вместе с молодежной командой «Ростова», не участвовала в Молодёжной лиге в сезоне ее основания в 2021 году. «Рубин» стал выступать в молодёжном первенстве только с сезона 2022.

### Титульные достижения
Чемпионат России (молодёжное первенство)
- 6-е место: 2024

### Матчевые достижения
- самая крупная победа: 6:0 (в матче Академия «Звезда-2005»—«Рубин-м», 20 апреля 2024)
- самое крупное поражение: 0:10 (в матче «Локомотив-м»—«Рубин-м», 19 мая 2024)

### Личные достижения
- 1 гол забит молодежным «Рубином» Анастасией Матвеевой в матче «Локомотив-М»—«Рубин-м» 5:1 (24 апреля 2022)
- наибольшее количество игр за молодежную команду — Диана Хакимова (53 матча — на момент окончания сезона 2024)
- лучший бомбардир молодежной команды —  Диана Хакимова (16 мячей — на момент окончания сезона 2024)

### Игроки
| 1  | Флаг России | Вр  | Есения Еремеева    | 2006 |  |  |  |  |
| 25 | Флаг России | Вр  | Анастасия Ус       | 2007 |  |  |  |  |
| 18 | Флаг России | Вр  | Алина Залевская    | 2006 |  |  |  |  |
|    |             |     |                    |      |  |  |  |  |
| 33 | Флаг России | Защ | Дарья Копильченко  | 2008 |  |  |  |  |
| 51 | Флаг России | Защ | Анастасия Мишина   | 2008 |  |  |  |  |
| 61 | Флаг России | Защ | Милана Мамбетова   | 2006 |  |  |  |  |
| 66 | Флаг России | Защ | Регина Мошева      | 2007 |  |  |  |  |
| 67 | Флаг России | Защ | Мария Евсеева      | 2005 |  |  |  |  |
| 92 | Флаг России | Защ | София Денк         | 2008 |  |  |  |  |
| 95 | Флаг России | Защ | Елизавета Маликова | 2005 |  |  |  |  |
| 99 | Флаг России | Защ | Яна Сазонова       | 2007 |  |  |  |  |
|    |             |     |                    |      |  |  |  |  |
| 8  | Флаг России | ПЗ  | Лия Овечкина       | 2006 |  |  |  |  |

| 9  | Флаг России | ПЗ  | Азалия Миронова     | 2009 |  |  |  |  |
| 13 | Флаг России | ПЗ  | Нуриниссо Гафурова  | 2005 |  |  |  |  |
| 26 | Флаг России | ПЗ  | Виктория Тубольцева | 2005 |  |  |  |  |
| 29 | Флаг России | ПЗ  | Юлия Мазякина       | 2008 |  |  |  |  |
| 36 | Флаг России | ПЗ  | Анна Иванова        | 2006 |  |  |  |  |
| 52 | Флаг России | ПЗ  | София Савостина     | 2009 |  |  |  |  |
| 59 | Флаг России | ПЗ  | Лилия Бакаева       | 2007 |  |  |  |  |
| 60 | Флаг России | ПЗ  | Ляйсан Галимзянова  | 2007 |  |  |  |  |
| 71 | Флаг России | ПЗ  | Алена Мосунова      | 2008 |  |  |  |  |
| 80 | Флаг России | ПЗ  | Ксения Скотникова   | 2006 |  |  |  |  |
|    |             |     |                     |      |  |  |  |  |
| 19 | Флаг России | Нап | Ксения Курмачева    | 2008 |  |  |  |  |
| 88 | Флаг России | Нап | Дарина Кудзиева     | 2007 |  |  |  |  |

Тренерский штаб
| Имя                | Должность       |
| ------------------ | --------------- |
| Илья Ульянин       | главный тренер  |
| Айрат Гилязетдинов | тренер          |
| Антон Чернов       | тренер вратарей |
| Рамиль Гайнуллин   | администратор   |

### Статистика выступлений
| Сезон             | Чемпионат России  | Чемпионат России                 | Чемпионат России  | Чемпионат России | Чемпионат России | Чемпионат России | Чемпионат России | Чемпионат России | Чемпионат России | Чемпионат России | Чемпионат России | Главный тренер | Источники |
| Сезон             | Лига              | Этап                             | Место             | И                | В                | Н                | П                | МЗ               | МП               | РМ               | О                | Главный тренер | Источники |
| ----------------- | ----------------- | -------------------------------- | ----------------- | ---------------- | ---------------- | ---------------- | ---------------- | ---------------- | ---------------- | ---------------- | ---------------- | -------------- | --------- |
| 2022              | Молодёжная лига   | —                                | 10 из 13          | 24               | 5                | 6                | 13               | 20               | 43               | -23              | 21               | Илья Ульянин   | [ 87 ]    |
| 2023              | Молодёжная лига   | Предварительный этап, группа А   | 3 из 8            | 14               | 7                | 1                | 6                | 22               | 24               | -2               | 22               | Илья Ульянин   | [ 88 ]    |
| 2023              | Молодёжная лига   | Заключительный этап (1-8 места)  | 7 из 16           | 8                | 2                | 0                | 6                | 7                | 22               | -15              | 6                | Илья Ульянин   | [ 88 ]    |
| 2023              | Молодёжная лига   | Молодёжная лига 2023 (Итог)      | 7 из 16           | 22               | 9                | 1                | 12               | 29               | 46               | -17              | 28               | Илья Ульянин   | [ 88 ]    |
| 2024              | Молодёжная лига   | Предварительный этап, группа А   | 2 из 4            | 6                | 3                | 1                | 2                | 16               | 12               | +4               | 10               | Илья Ульянин   | [ 89 ]    |
| 2024              | Молодёжная лига   | Заключительный этап (1-10 места) | 6 из 20           | 16               | 6                | 3                | 7                | 24               | 29               | -5               | 21               | Илья Ульянин   | [ 89 ]    |
| 2024              | Молодёжная лига   | Молодёжная лига 2024 (Итог)      | 6 из 20           | 22               | 9                | 4                | 9                | 40               | 41               | -1               | 31               | Илья Ульянин   | [ 89 ]    |
| Итого за 3 сезона | Итого за 3 сезона | Итого за 3 сезона                | Итого за 3 сезона | 68               | 23               | 11               | 34               | 89               | 130              | -41              |                  |                |           |

1. ↑  в сезоне 2023 (Заключительный этап) статистика дана по фактически сыгранным матчам — в комментариях даны показатели, учитывавшие в официальной статистике результаты матчей с командами Предварительного этапа, которые также вышли в Заключительный этап за 1-8 места из группы А (ЦСКА-м, Локомотив-м, Енисей-м)
2. ↑  в сезоне 2024 (Заключительный этап) статистика дана по фактически сыгранным матчам — в комментариях даны показатели, учитывавшие в официальной статистике результаты матчей с командой Предварительного этапа, которая также вышла в Заключительный этап за 1-10 места из группы А (Локомотив-м)